# Agencia de Impuestos y Comercio de Alcohol y Tabaco
La Agencia de Impuestos y Comercio de Alcohol y Tabaco (en inglés Alcohol and Tobacco Tax and Trade Bureau) originalmente designada como Tax and Trade Bureau y abreviada frecuentemente como TTB, es una agencia del Departamento del Tesoro de los Estados Unidos. El 24 de enero de 2003, la Ley de Seguridad Nacional de 2002 dividió las funciones del Agencia de Alcohol, Tabaco, y Armas de Fuego (ATF), en dos nuevas organizaciones con funciones separadas. En la primera, la Ley establece que la Agencia de Impuestos y Comercio de Alcohol y Tabaco (TTB) en virtud del Departamento del Tesoro. Segundo, la Ley transfirió ciertas funciones de leyes de la Tesorería al Departamento de Justicia. La aplicación de la ley de la ATF fueron transferidos al Departamento de Justicia y fue rebautizado con el nombre de la Agencia de Alcohol, Tabaco, Armas de Fuego y Explosivos.